# Williamina Fleming

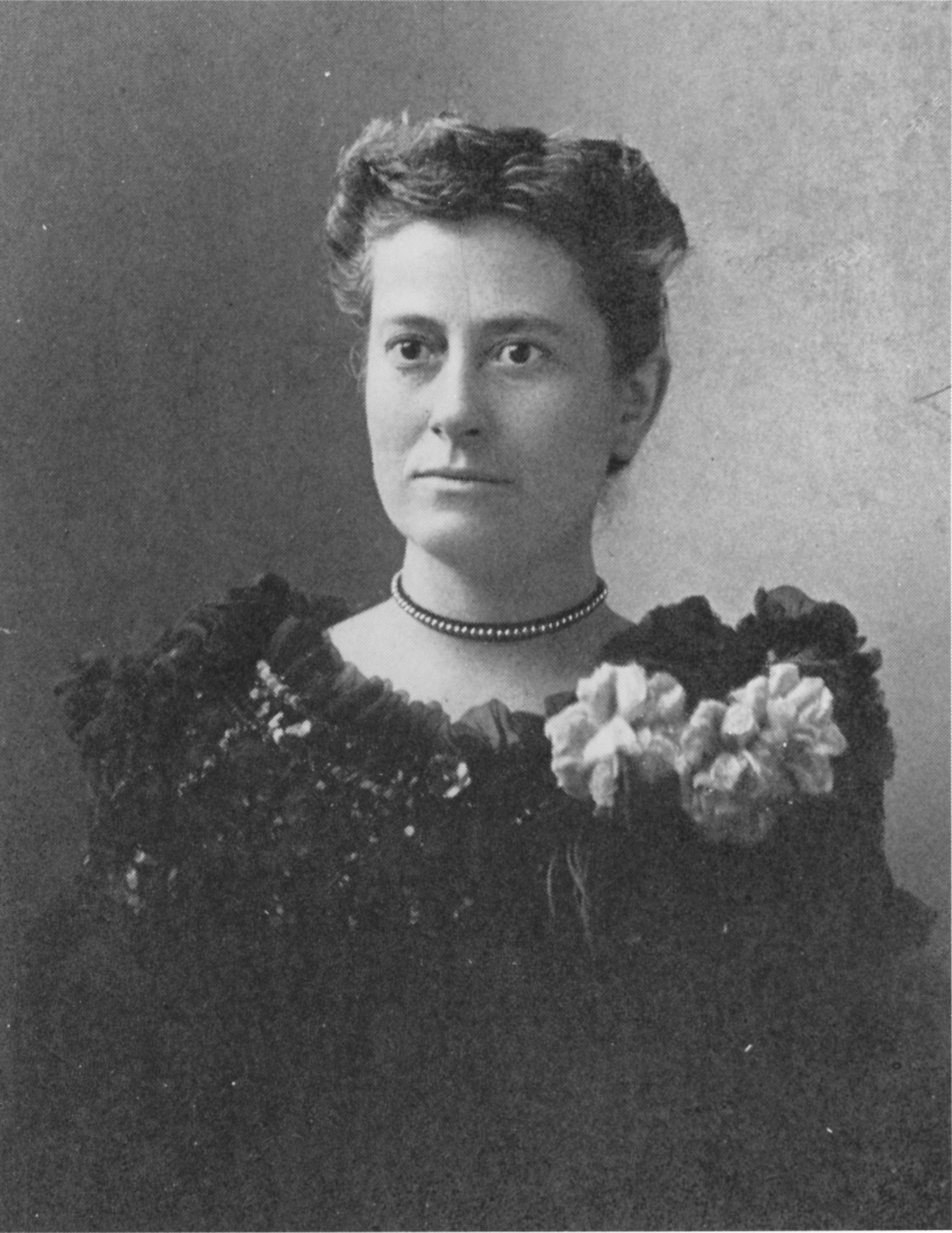
Williamina Fleming

Williamina Paton Stevens Fleming (* 15. Mai 1857 in Dundee, Schottland; † 21. Mai 1911 in Boston, Massachusetts) war eine amerikanische Astronomin schottischer Herkunft. Sie entwickelte ein System zur Klassifizierung von Sternen und entdeckte zahlreiche Gasnebel, Sterne und Novae. Im Jahr 1888 entdeckte sie das später als Pferdekopfnebel bezeichnete Objekt.

## Leben und Wirken
Ihre Eltern waren Robert Stevens und Mary Walker Stevens. Williamina besuchte öffentliche Schulen in Dundee (Schottland) und wurde mit 14 Jahren Schüler-Lehrerin. Sie heiratete James Orr Fleming. Als sie 21 Jahre alt war, übersiedelte das Paar in die USA nach Boston. Ihr Ehemann verließ sie, als sie mit ihrem Sohn Edward schwanger war. So musste sie sich eine Arbeit suchen, um den Lebensunterhalt für sich und ihr Kind zu verdienen.
Sie fand eine Stelle als Angestellte im Haus des Professors Edward Charles Pickering. Pickering, beeindruckt von der Intelligenz Flemings und unzufrieden mit seinen männlichen Assistenten am Harvard-College-Observatorium, erklärte, seine Hausangestellte könne deren Arbeit besser erledigen. So beauftragte Pickering im Jahr 1881 in dem Observatorium Williamina mit Büroarbeiten und ab 1886 mit der Klassifikation von Sternen. Sie ersann ein System zu deren Klassifizierung und half, es einzuführen. Das System basierte darauf, jedem Stern einen Buchstaben zuzuordnen in Abhängigkeit davon, wie viel Wasserstoff in seinem Spektrum beobachtet werden konnte. A-Sterne hatten am meisten Wasserstoff, B-Sterne etwas weniger, und so weiter. Insgesamt gruppierte Fleming die Sterne in 17 Kategorien ein.
Annie Jump Cannon verbesserte später das System und entwickelte eine einfachere Klassifizierung auf Basis der Temperatur. Fleming beteiligte sich an der Katalogisierung der Sterne, die später als Henry-Draper-Katalog veröffentlicht wurde. In neun Jahren erfasste sie mehr als 10.000 Sterne. Bei ihrer Arbeit entdeckte Williamina Fleming 59 Gasnebel, 310 veränderliche Sterne und 10 Novae. 1907 veröffentlichte sie eine Liste von 222 veränderlichen Sternen, die sie neu entdeckt hatte.
Pickering übertrug ihr die Verantwortung für Dutzende von Frauen, die er als Computer an seinem Institut eingestellt hatte und deren Aufgabe vor allem in der Durchführung mathematischer Berechnungen und Klassifikationen von Sternen bestand. Sie redigierte außerdem die Publikationen des Observatoriums.
Sie starb 1911 in Boston an einer Lungenentzündung.
Fleming gelangte zu der Überzeugung, dass die Astronomie ein geeignetes Betätigungsfeld für Frauen ist. In ihrem Artikel A Field For Woman’s Work in Astronomy ging sie auf die Tätigkeit von sich und ihren Kolleginnen am Observatorium näher ein und versuchte die Motivation von Frauen zu stärken, sich in die Astronomie wissenschaftlich einzubringen.

## Würdigungen
1899 erhielt sie den Titel Kurator für Astronomische Fotografien und 1906 wurde sie Ehrenmitglied der Königlichen Astronomischen Gesellschaft von London – die erste Frau, der diese Ehre zuteilwurde. Kurz darauf erhielt sie ein Ehrenstipendiat am Wellesley College. Kurz vor ihrem Tod zeichnete die Mexikanische Astronomische Gesellschaft sie für die Entdeckung neuer Sterne mit der Guadalupe Almendaro Medaille aus.
Nach ihr wurde 1970 der Mondkrater Fleming (zusammen mit Alexander Fleming) benannt sowie 2022 der Asteroid (5747) Williamina.